# Sénat (Barbade)
Pour les autres articles nationaux ou selon les autres juridictions, voir Sénat.
Législature 2022-2027
Bâtiments du Parlement
Le Sénat de la Barbade (en anglais : Senate of Barbados) est la chambre haute du Parlement de la Barbade. Il est composé de 21 sénateurs nommés pour cinq ans. Sa création est issue de la Constitution de 1966 du pays.

## Composition
Le Sénat comprend 21 membres nommés par le président de la Barbade selon plusieurs critères. Il nomme 12 sénateurs sur recommandation du Premier ministre, 2 sur celle du chef de l'opposition et 7 représentant les domaines religieux, économique ou social ou tout autre intérêt que le président estime devoir être représenté,.

## Nomination
La durée de mandat d'un sénateur est de 5 ans.
Pour être éligible au Sénat, il faut être âgé de 21 ans au moins et résider dans le pays depuis au moins 12 mois.
Inéligibilité : 
- faillite non réhabilitée ;
- maladie mentale ;
- sous l'autorité d'un État étranger ;
- condamnation à la peine capitale ou à une peine d'emprisonnement supérieure à six mois[C 3].

Incompatibilités : 
- mandat de représentant au sein de le l'Assemblée de la Barbade ;
- statut de fonctionnaire ;
- membre des forces armées ou de police, de juge, de procureur ;
- vérificateur des comptes[C 3].

## Présidence
À l'ouverture d'une session, le Sénat élit un président et un vice-président, qui ne peuvent être ni ministres ni secrétaires parlementaires. Le président ne vote généralement qu'en cas d'égalité sur une question.

### Présidence actuelle
- Président du Sénat : Reginald Farley ;
- Vice-président : Elizabeth Thompson.

### Liste des présidents
| Nom                           | Début | Fin      |
| ----------------------------- | ----- | -------- |
| Sir H.G. Massiah              | 1964  | 1966     |
| Sir E. Stanley Robinson       | 1966  | 1971     |
| Sir J.E. Theodore Brancker    | 1971  | 1976     |
| Sir Arnott Samuel Cato        | 1976  | 1986     |
| Sir Frank Leslie Walcott      | 1986  | 1992     |
| Marcus deLambert Jordan       | 1992  | 1994     |
| Sir Fred Gollop               | 1994  | 2008     |
| Sir Branford Taitt            | 2008  | 2012     |
| Kerryann Ifill                | 2012  | 2018     |
| Sir Richard Lionel Cheltenham | 2018  | 2020     |
| Reginald Farley               | 2020  | en cours |

### Constitution de la Barbade
- (en)  Barbade. « Constitution de la Barbade » [lire en ligne]

1. ↑  Article 36
2. ↑  Article 37
3. 1 2  Article 38
4. ↑  Article 40
5. ↑  Article 53

### Autres références
1. 1 2  « Barbade Sénat : À propos du parlement », sur Union interparlementaire (consulté le 5 mars 2020)
2. ↑  (en) The London Gazette, (Supplement) no 44746, p. 51, 20 décembre 1968.